# 圣内德利娅教堂暗杀事件

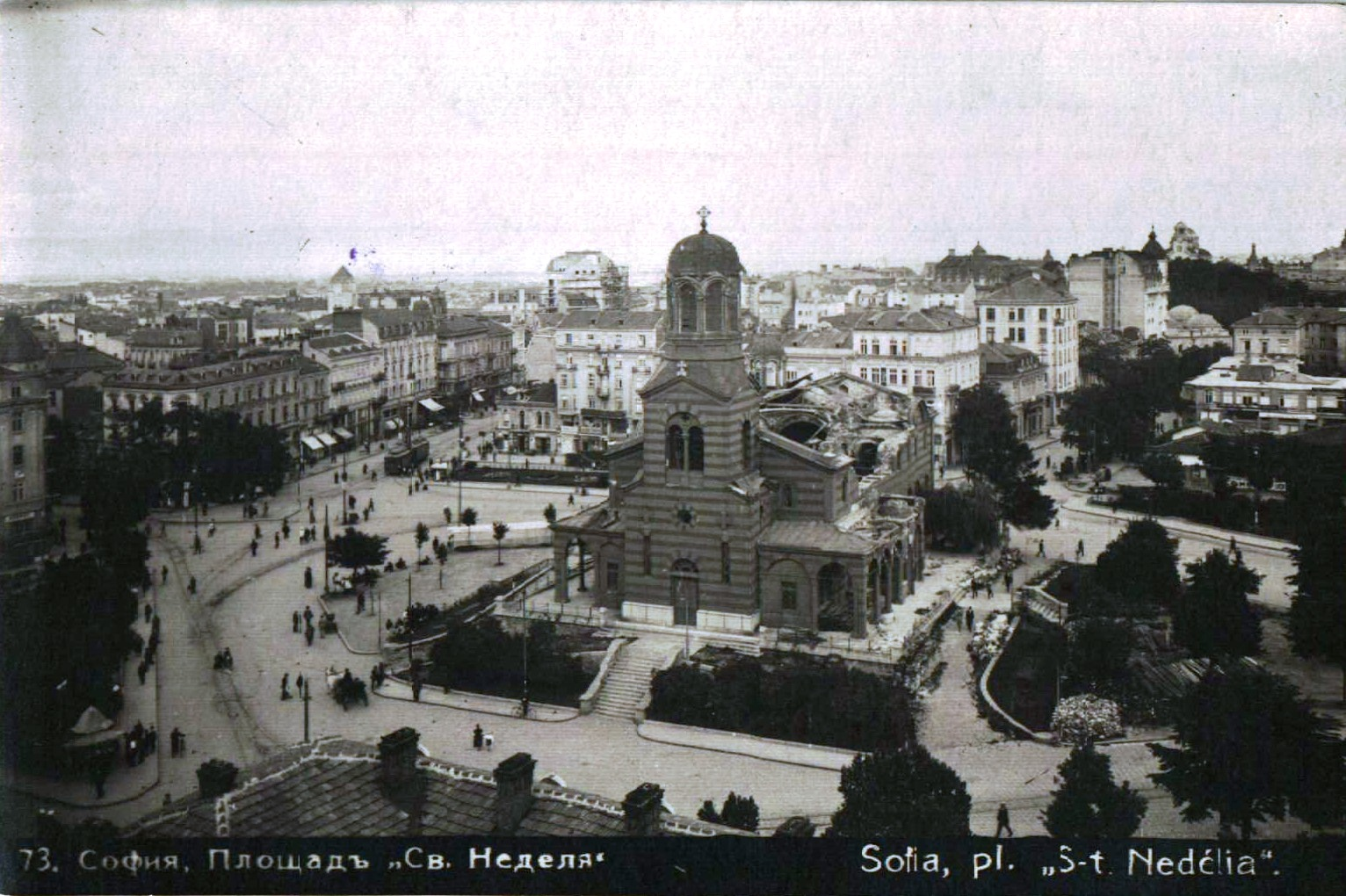
袭击后的教堂

聖内德利娅教堂暗殺事件是1925年4月16日在保加利亚首都索菲亚聖內德利婭教堂发生的一起恐怖袭击事件，此次袭击是由苏联情报机构支持的保加利亚共产党军事组织发起的。当时，教堂正在为几天前遇刺身亡的康斯坦丁·格尔季耶夫将军举行葬礼，袭击造成保加利亚政界军界精英150人死亡，500人受伤。事件后，保加利亚首相亚历山大·赞科夫宣布戒严，并取缔保加利亚共产党，因此引起共产国际的谴责。